# Gyrðir Elíasson
Gyrðir Elíasson es un escritor de Islandia nacido en 1961. Tiene publicado varios libros que han sido traducidos a varias lenguas. 
Su forma principal es el relato, aunque la poesía siempre ha sido un parte muy importante de su obra y también escribe novelas. Su poesía es simple y sutil, sus primeros poemarios tratan de la vida urbana en Reikiavik pero su poesía más reciente se vuelve a la naturaleza y la vida rural. Su última novela, Sandárbókin (Libro del río de arena) tiene lugar en un campo aislado de Islandia.
Gyrðir ha sido premiado por su obra varias veces, últimamente por Gula húsið (La casa amarilla), un libro de relatos, que recibió el Premio de Literatura de Islandia. Ha sido nominado al premio Frank O'Connor por sus relatos, siendo traducidos por Victoria Cribb al inglés.
En 2011 recibió el Premio de Literatura del Consejo Nórdico por su libro Milli trjánna.

## Obras
- Bréfbátarigningin
- Gula húsið
- Heykvísl og gúmmískór
- Kvöld í ljósturninum
- Milli trjánna
- Steintré
- Tregahornið
- Trésmíði í eilífðinni og fleiri sögur
- Vatnsfólkið
- Gangandi íkorni
- Gangangi íkorni og Næturluktin
- Hótelsumar
- Næturluktin
- Sandárbókin. Pastoralsónata
- Svefnhjólið
- Bak við maríuglerið
- Blindfugl/Svartflug
- Haugrof
- Hugarfjallið
- Indíánasumar
- Mold í skuggadal
- Nokkur almenn orð um kulnun sólar
- Svarthvít axlabönd
- Tvíbreitt (svig)rúm eða Póesíbók númer eitt komma tvö
- Tvífundnaland
- Tvö tungl
- Upplitað myrkur
- Vetraráform um sumarferðalag